# Шандор, Бела
Бела Шандор (венг. Sándor Béla; 14 декабря 1919, Будапешт — 21 марта 1978, там же) — венгерский шахматист, международный мастер (1964).
Чемпион Венгрии 1953 года.
В составе национальной сборной участник 11-й Олимпиады (1954) в Амстердаме.